# パッセージ (フランク・ギャンバレのアルバム)
『パッセージ』（原題：Passages）は、オーストラリアのギタリスト、フランク・ギャンバレが1994年に発表した6作目のスタジオ・アルバム。

## 解説
JVCとの契約後としては4作目に当たり、本作に参加したサイドマンはいずれも、ギャンバレとは初共演となった。日本盤のみ、プロコル・ハルムのカヴァー「青い影」が追加された。
ロバート・テイラーはオールミュージックにおいて5点満点中2.5点を付け「殆どの曲は想像性にも創造性にも欠け、ギャンバレの驚異的なギター・ソロの伝達手段に過ぎない」「キーボードの魔術師オトマロ・ルイーズの参加や、クリーン・トーンの多用により、『ノート・ワーカー』よりは生々しい音楽性だが、全体的には散漫で、フュージョンやコンテンポラリー・ジャズの愛好家が強い興味を抱くとは思えない」と評している。一方、『CDジャーナル』のミニ・レビューでは「彼のルーツでもあるジャズやロックを下敷きにした心地好いフュージョン・サウンドをたっぷりと聴かせてくれる」と評されている。

## 収録曲
特記なき楽曲はフランク・ギャンバレ作。
1. リトル・チャーマー - "Little Charmer" - 5:38
2. 6.8シェイカー - "6.8 Shaker" - 5:52
3. パッセージ - "Passages" - 6:23
4. ホワイト・ルーム - "White Room" (Pete Brown, Jack Bruce) - 4:05
5. D-デイ - "D-Day" - 4:03
6. ナンジオス・ニア - "Nunzio's Near" - 5:19
7. フリー・スピリット - "Free Spirit" - 5:07
8. ワン・ウィズ・エヴリシング - "One with Everything" - 9:14
9. ロクサーナ - "Roxana" - 5:10
10. ウルル - "Uluru" - 5:56
11. アナザー・オルタナティヴ - "Another Alternative" - 8:13

### 日本盤ボーナス・トラック
1. 青い影 - "A Whiter Shade of Pale" (Gary Brooker, Keith Reid) - 4:18

## 参加ミュージシャン
- フランク・ギャンバレ - エレクトリック・ギター、アコースティック・ギター、ボイス
- オトマロ・ルイーズ（英語版） - シンセサイザー、ハモンドオルガン
- アルフォンソ・ジョンソン - ベース
- ウォルフレッド・レイズ - ドラムス
- ブランダン・フィールズ - サクソフォーン(on #9, #11)